# (2959) Шолль
(2959) Шолль (лат. Scholl) — небольшой астероид внешней части главного пояса. Он был открыт 4 сентября 1983 года американским астрономом Эдвардом Боуэллом в обсерватории Андерсон-Меса и назван в честь немецкого астронома, первооткрывателя спутников и астероидов Ганса Шолля.

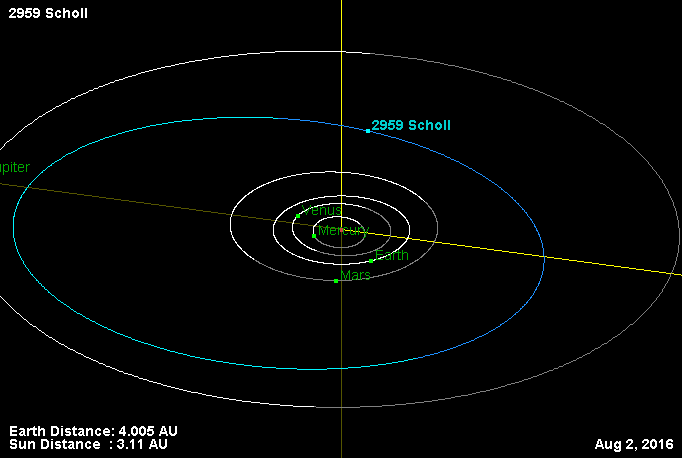
Орбита астероида Шолль и его положение в Солнечной системе